# Jean-Luc Schaffhauser

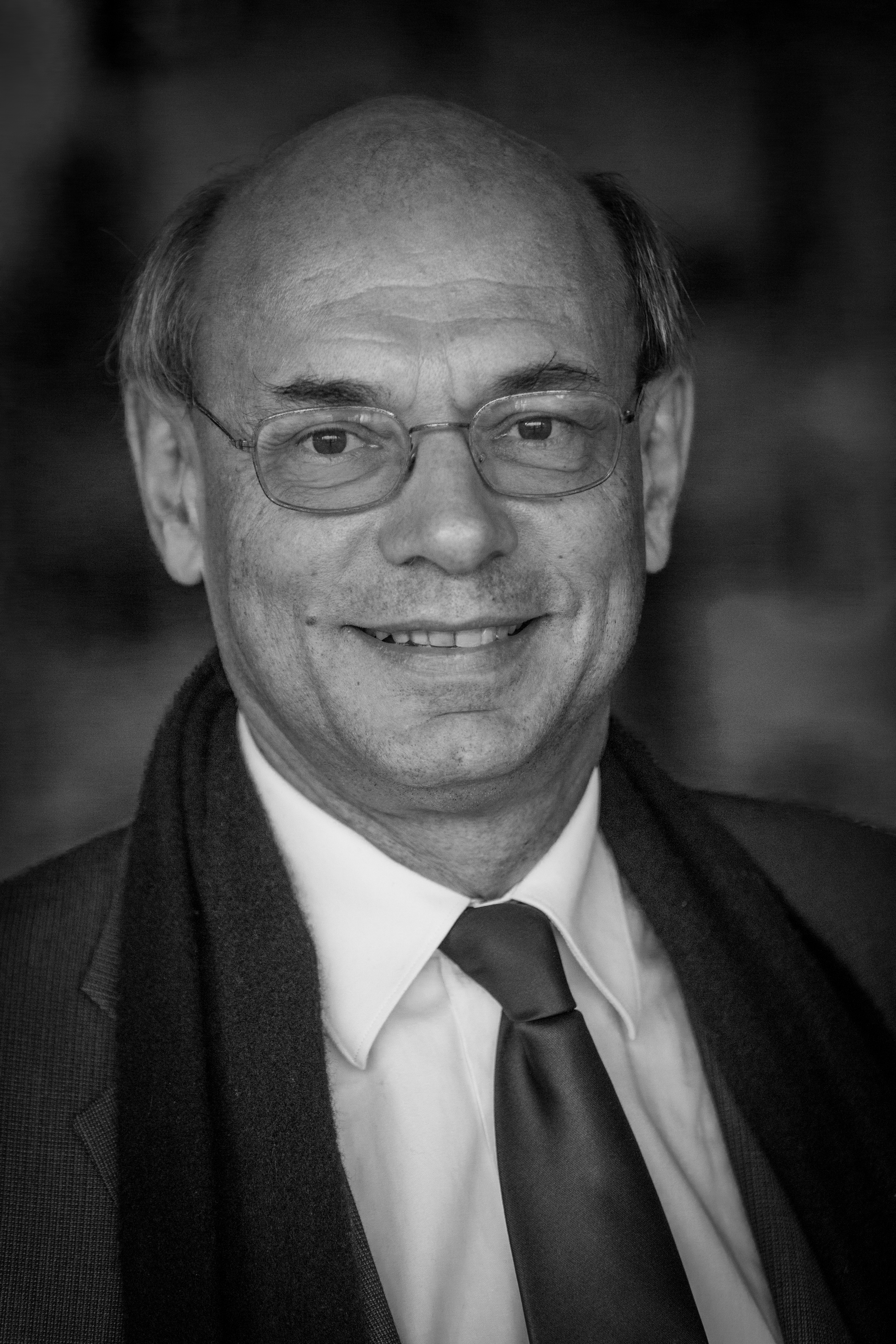
Jean-Luc Schaffhauser (2014)

Jean-Luc Schaffhauser (* 17. Dezember 1955 in Cambrai) ist ein französischer Politiker der Front National.

## Leben
Schaffhauser war von 2014 bis 2019 Abgeordneter im Europäischen Parlament. Dort war er Mitglied im Ausschuss für Industrie, Forschung und Energie, im Unterausschuss für Sicherheit und Verteidigung und in der Delegation für die Beziehungen zur Volksrepublik China. Er organisierte den Kredit in Höhe von 9,4 Mio. Euro der russisch-tschechischen Bank 𝗙𝗶𝗿𝘀𝘁 𝗖𝘇𝗲𝗰𝗵 𝗥𝘂𝘀𝘀𝗶𝗮𝗻 𝗕𝗮𝗻𝗸 (FCRB) an die Front National im Präsidentschaftswahlkampf 2017. Die Firma seiner Frau hat für den Kredit 140.000 Euro Provision erhalten.

## Werke (Auswahl)
- Une âme pour l'Europe : l'esprit d'une recomposition fondamentale, avec Bernard Ibal, L'Age d'Homme, 1993. ISBN 978-2-8251-0429-3
- La crise financière : stop ou encore ?, Capec, 2010. ISBN 978-2-9536084-0-3